# Bonfield (Ontario)
Bonfield es un municipio canadiense situado en la provincia de Ontario.

## Superficie
Bonfield tiene una superficie de 206,22 km².

## Demografía
En 2021, tenía 2146 habitantes, una densidad poblacional de 10,4 hab./km², y 1080 viviendas.